# Carbone
Carbone község (comune) Olaszország Basilicata régiójában, Potenza megyében.

## Fekvése
A Serrapotamo folyó bal partján fekszik, a megye déli részén, a Pollino Nemzeti Park területén. Határai: Calvera, Teana, Fardella, Episcopia, Castelsaraceno, Latronico és San Chirico Raparo.

## Története
A települést a 11. század elején alapították bencés szerzetesek Montedoro néven.

## Népessége
A népesség számának alakulása:

## Főbb látnivalói
- Fraticelli-templom
- San Luca Abate-templom
- Santa Maria degli Angeli-templom